# Регионална сила
Регионална сила е държава, която може да упражнява значително влияние в международните отношения в даден географски регион, но за разлика от Великите сили няма глобално влияние. Не съществува общоприето определение за регионална сила, поради което различни изследователи сочат различни страни за сили в съответните региони.